# Dichogama obsolescens
Dichogama obsolescens là một loài bướm đêm trong họ Crambidae.